# Neoimpresionismo

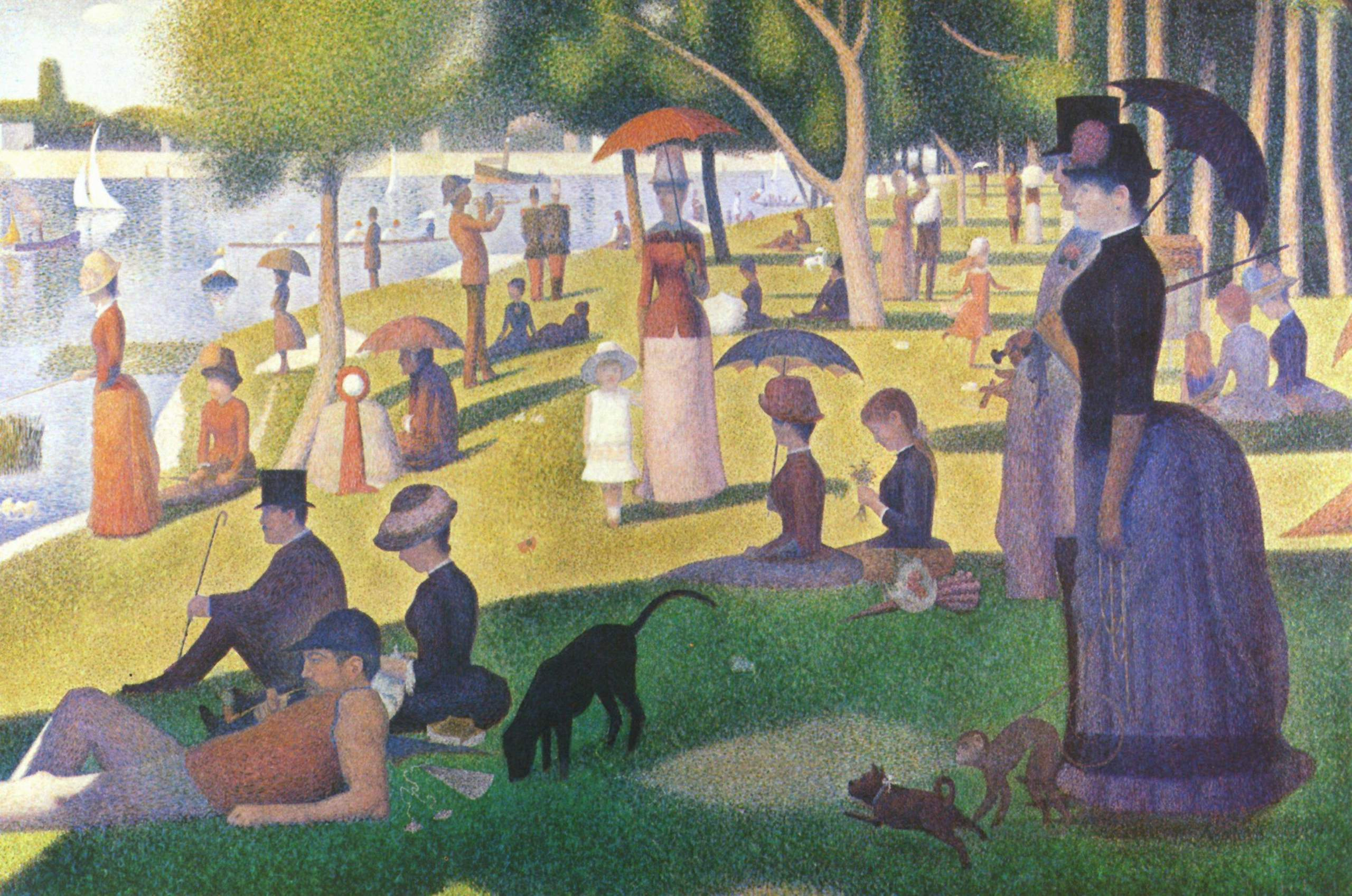
Tarde de domingo en la isla de la - Grande Jatte (año 1884). de Georges Pierre Seurat

Neoimpresionismo  es una palabra creada por el crítico de arte francés Félix Fénéon en 1887 para caracterizar el movimiento artístico de fines del siglo XIX liderado por Georges Seurat y Paul Signac, quienes primero exhibieron sus trabajos en 1884 en la muestra de la Société des Artistes Indépendants en París. El término de Fénéon señalaba que las raíces de estos desarrollos se situaban en las artes visuales del Impresionismo, pero se ofrecía, a su vez, una nueva lectura del color y la línea en la práctica de Seurat y Signac, y el trasfondo teórico de los escritos de Chevreul y Charles Blanc. 
Los neoimpresionistas usan en su paleta colores puros, bajo ningún concepto admiten una mezcla en la paleta, salvo la mezcla de colores vecinos en el círculo, estos, matizados entre sí, y aclarados con el blanco, engendra la multiplicidad de los colores del prisma y todas sus graduaciones. Merced al empleo de trazos aislados de pincel -cuyo tamaño mantiene una correcta proporción con el tamaño de todo el cuadro-, los colores se mezclan en el ojo del espectador, si este se coloca a la debida distancia. No hay otro medio para detener satisfactoriamente el juego y el choque de elementos contrastantes: la justa cantidad de rojo, por ejemplo, que se encuentra en la sombre de un verde, o el efecto de una luz naranja sobre un color local azul o bien, a la inversa, el de una sombra azul sobre un color local anaranjado. Si estos elementos se combinan de otra manera, y no por mezcla óptica, lo que se obtiene es un color sucio.
El objeto de la descomposición de los colores es conferir al color el mayor esplendor posible, crear en el ojo -mediante la mezcla de las partículas de color yuxtapuestas- una luz coloreada, el brillo de la luz y los colores de la naturaleza. De esta fuente de toda belleza, tornamos nosotros las partes fundamentales de nuestras obras, pero el artista debe seleccionar esos elementos. Un cuadro de líneas, y colores, compuesto por un artista genuino, representa una plasmación más mediata que la copia de la naturaleza tal y como nos la ofrece la casualidad. la técnica de descomposición de los colores asegura precisamente a la otra, una armonía cabal -divina proportione-, merced a la correcta distribución y exacto equilibrio de aquellos elementos, y según las reglas del efecto de contraste, gradación e irradiación. Los neoimpresionistas aplican estas reglas -que los impresionistas solo observaron aquí y allá y por instinto- en la forma más constante y estricta. Los neoimpresionistas no atribuyen importancia a la forma de la pincelada, puesto que no les sirve como medio expresivo del modelado, del sentimiento o de la imitación de la forma de un objeto. Para ellos, la pincelada no es más que una de las innumerables partes que, en conjunto, componen el cuadro; un elemento que desempeña el mismo papel que la nota en una sinfonía. Sensaciones tristes o jubilosas, estados de ánimo apacibles o agitados no se expresan ya a través del virtuosismo de la pincelada, sino mediante la correlación de líneas, colores y tonos. El arte de los coloristas está evidentemente asociado, en cierto sentido, tanto con la matemática como con la música. Frente a una tela todavía intacta, el pintor debería determinar ante todo cuáles son los efectos de líneas y superficies que la cruzan, cuáles los colores y tonos que deberían cubrirla. La descomposición de los colores es un sistema que busca armonía, es más una estética que una técnica. 
Los cuadros neoimpresionistas no son estudios ni cuadros de caballete: son ejemplos de un arte de gran despliegue decorativo, que sacrifica la anécdota a la línea, el análisis a la síntesis, lo fugaz a lo perdurable, y confiere a la naturaleza -tan hastiada ya de que se la reproduzca en forma dudosa- una verdad intangible"